# Gustav Eduard von Hindersin
Gustav Eduard von Hindersin, född 18 juli 1804, 25 januari 1872, var en tysk militär.
Hinderson blev officer vid artilleriet 1825, överste och regementschef 1854, generalmajor 1861, generallöjtnant och generalinspektör för artilleriet 1864, samt general av infanteriet 1866. Hinderson utmärket sig som teknisk ledare av artillerianfallet på Dybbølskansarna 1864 och var under 1870-71 års krig artilleribefälhavare i Stora högkvarteret.